# Vuurtoreneiland
Vuurtoreneiland est une île des Pays-Bas située à une centaine de mètres au large de Durgerdam en Hollande-Septentrionale. Elle abrite un phare en activité et a, par le passé, accueilli un fort militaire.
L'île est depuis 1996 reliée à Dugerdam par un pont.

## Histoire
À partir de 1809, Vuurtoreneiland a été occupée par un poste militaire qui est devenu à partir de 1844 un véritable fort, faisant partie de la ligne de défense d'Amsterdam, équipé de batteries d'artillerie. 
Le petit phare de pierre qui y était en activité depuis le XVIIe siècle a été remplacé en 1893 par un phare plus moderne d'une vingtaine de mètres qui domine l'île. Le fort a été abandonné dans les années 1930, le phare est quant à lui resté en activité jusqu'à sa désactivation en 2003. Il a cependant été remis en fonction dès 2005.

## Statut de l'île
Vuurtoreneiland est un Rijksmonument mais également un site du Patrimoine mondial de l'UNESCO.